# 鹿山 (名古屋市)
鹿山（しかやま）は、愛知県名古屋市緑区の町名。現行行政地名は鹿山一丁目から鹿山三丁目。住居表示未実施。

## 地理
名古屋市緑区の北部に位置し、東と北に池上台、西に鳴海町、南に旭出と接する。

## 歴史

### 町名の由来
鳴海町の字鹿山に由来する。古くは鹿山と書いて「ししやま」と読んだといい、狩猟対象としての動物を示した地名という。

### 沿革
- 1960年（昭和35年）8月15日 - 鳴海中部土地区画整理組合の設立が認可される[2]。
- 1968年（昭和43年）10月15日 - 緑区鳴海町の一部により、同区鹿山一丁目から鹿山三丁目がそれぞれ成立する[3]。
- 1976年（昭和51年）1月11日 - 緑区鳴海町の一部を鹿山一丁目から鹿山三丁目にそれぞれ編入する[3]。
- 1986年（昭和61年）
  - 5月18日 - 緑区鳴海町の一部を鹿山三丁目に編入する[3]。
  - 7月27日 - 緑区鳴海町の一部を鹿山三丁目に編入する[3]。

## 世帯数と人口
2019年（平成31年）3月1日現在の世帯数と人口は以下の通りである。
| 丁目       | 世帯数  | 人口    |
| ---------- | ------- | ------- |
| 鹿山一丁目 | 183世帯 | 483人   |
| 鹿山二丁目 | 396世帯 | 961人   |
| 鹿山三丁目 | 208世帯 | 503人   |
| 計         | 787世帯 | 1,947人 |

### 人口の変遷
国勢調査による人口の推移
| 1995年（平成7年）  | 1,619人 | [ WEB 6 ]  |  |
| 2000年（平成12年） | 1,649人 | [ WEB 7 ]  |  |
| 2005年（平成17年） | 1,946人 | [ WEB 8 ]  |  |
| 2010年（平成22年） | 2,028人 | [ WEB 9 ]  |  |
| 2015年（平成27年） | 2,017人 | [ WEB 10 ] |  |

## 学区
市立小・中学校に通う場合、学校等は以下の通りとなる。また、公立高等学校に通う場合の学区は以下の通りとなる。なお、小・中学校は学校選択制度を導入しておらず、番毎で各学校に指定されている。
| 丁目       | 小学校                                      | 中学校                                        | 高等学校 |
| ---------- | ------------------------------------------- | --------------------------------------------- | -------- |
| 鹿山一丁目 | 名古屋市立旭出小学校 名古屋市立長根台小学校 | 名古屋市立滝ノ水中学校 名古屋市立鳴子台中学校 | 尾張学区 |
| 鹿山二丁目 | 名古屋市立旭出小学校                        | 名古屋市立滝ノ水中学校                        | 尾張学区 |
| 鹿山三丁目 | 名古屋市立旭出小学校                        | 名古屋市立滝ノ水中学校                        | 尾張学区 |

## 施設
- 東海労働金庫 名古屋みどり支店[WEB 13]
- 瀬戸信用金庫 池上支店[WEB 14]
- 旭出コミュニティセンター[WEB 15]

## その他

### 日本郵便
- 郵便番号 : 458-0045[WEB 3]（集配局：緑郵便局[WEB 16]）。

### WEB
1. ↑  “愛知県名古屋市緑区の町丁・字一覧”.   人口統計ラボ. 2019年3月31日閲覧。
2. 1 2  “町・丁目(大字)別、年齢(10歳階級)別公簿人口(全市・区別)”.   名古屋市 (2019年3月20日). 2019年3月21日閲覧。
3. 1 2  “郵便番号”.  日本郵便. 2019年3月17日閲覧。
4. ↑  “市外局番の一覧”.   総務省. 2019年1月6日閲覧。
5. ↑  “緑区の町名一覧”.   名古屋市 (2015年10月21日). 2019年3月31日閲覧。
6. ↑  総務省統計局 (2014年3月28日). “平成7年国勢調査の調査結果(e-Stat) - 男女別人口及び世帯数 －町丁・字等”. 2019年3月23日閲覧。
7. ↑  総務省統計局 (2014年5月30日). “平成12年国勢調査の調査結果(e-Stat) - 男女別人口及び世帯数 －町丁・字等”. 2019年3月23日閲覧。
8. ↑  総務省統計局 (2014年6月27日). “平成17年国勢調査の調査結果(e-Stat) - 男女別人口及び世帯数 －町丁・字等”. 2019年3月23日閲覧。
9. ↑  総務省統計局 (2012年1月20日). “平成22年国勢調査の調査結果(e-Stat) - 男女別人口及び世帯数 －町丁・字等”. 2019年3月23日閲覧。
10. ↑  総務省統計局 (2017年1月27日). “平成27年国勢調査の調査結果(e-Stat) - 男女別人口及び世帯数 －町丁・字等”. 2019年3月23日閲覧。
11. ↑  “市立小・中学校の通学区域一覧”.   名古屋市 (2018年11月10日). 2019年1月14日閲覧。
12. ↑  “平成29年度以降の愛知県公立高等学校（全日制課程）入学者選抜における通学区域並びに群及びグループ分け案について”.   愛知県教育委員会 (2015年2月16日). 2019年1月14日閲覧。
13. ↑  “名古屋みどり支店”.   東海労働金庫. 2019年4月4日閲覧。
14. ↑  “池上支店”.   瀬戸信用金庫. 2019年4月4日閲覧。
15. ↑  “旭出コミセンホームページ”.   旭出学区連絡協議会・旭出コミュニティセンター運営委員会. 2019年4月4日閲覧。
16. ↑  “郵便番号簿 2018年度版” (PDF).   日本郵便. 2019年3月31日閲覧。

### 書籍
1. 1 2  名古屋市計画局 1992, p. 639.
2. ↑  名古屋市土地区画整理組合等一覧 - 公益財団法人名古屋まちづくり公社. 2020年9月14日閲覧.
3. 1 2 3 4  名古屋市計画局 1992, p. 863.